# Limnobium spongia
Limnobium spongia là một loài thực vật có hoa trong họ Hydrocharitaceae. Loài này được (Bosc) Steud. mô tả khoa học đầu tiên năm 1841.